# I vampiri (serial cinematografico)
I vampiri (Les Vampires) è un film a episodi del 1915 diretto da Louis Feuillade. È il più famoso serial francese, diventato un'icona per i surrealisti come esempio del fantastico che intride la società borghese.
Sono dieci episodi, sette dei quali interpretati da Musidora che, con il ruolo di Irma Vep, entrò nel pantheon della settima arte.

## Trama
La storia si svolge a Parigi all'inizio del secolo e racconta le imprese criminali di una banda di fuorilegge che si sono battezzati I vampiri. Il giornalista Philippe Guérande, con l'aiuto di Mazamette, un vampiro pentito, lotta contro la banda e si scontra più volte con l'affascinante Irma Vep, il cui nome è l'anagramma della parola vampire.

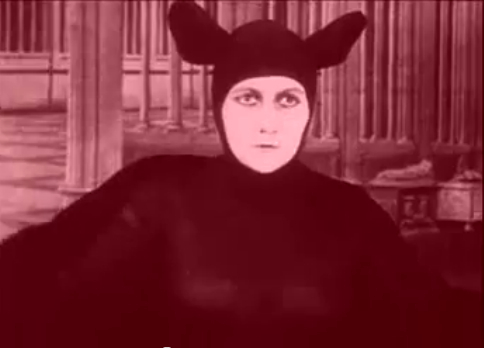
Stacia Napierkowska (Marfa Koutiloff)
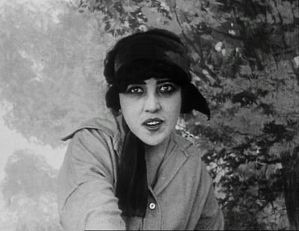
Musidora (Irma Vep)
Louis Leubas (Satanas)
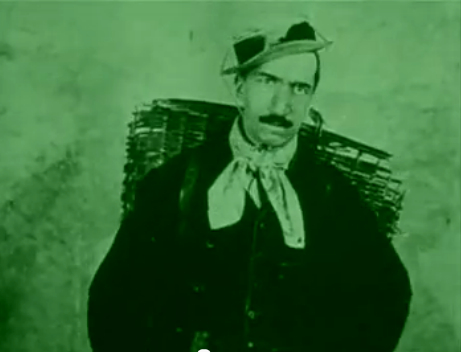
Marcel Lévesque (Mazamette)
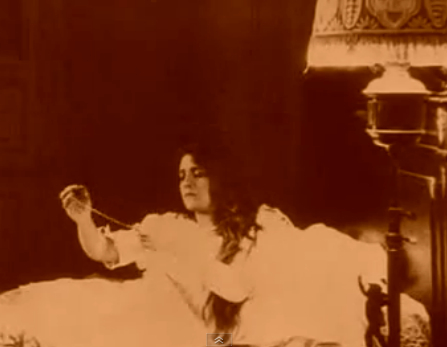
Rita Herlor (Mrs. Simpson)

## I personaggi

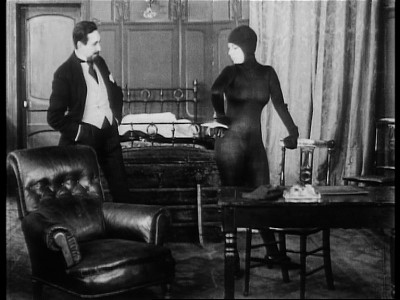
Fernand Herrmann e Musidora (Moreno e Irma Vep)

- Philippe Guérande, giornalista sulle tracce dei Vampiri, una banda criminale che opera a Parigi.
- Oscar Mazamette, vampiro pentito, diventa il collaboratore più fedele di Guérande, salvandolo numerose volte.
- Irma Vep: cantante al cabaret sede segreta della banda chiamata "I Vampiri". Appare dal terzo episodio in poi.
- Il Grande Vampiro: il primo capo della banda. È uno dei protagonisti dei primi sei episodi.
- Juan-José Moréno: criminale, ladro e assassino. Avversario dei Vampiri, ipnotizza Irma Vep facendola innamorare di lui. Catturato, verrà ghigliottinato. Appare in tre episodi, dal quarto al sesto.
- Satanas: si rivela essere il vero Grande Vampiro. Si suiciderà in carcere, preferendo la morte alla prigionia. Appare nel settimo e ottavo episodio.
- Vénénos: chimico esperto in veleni, prende il posto di Grande Vampiro quando Satanas muore. Appare nell'ottavo episodio. Ruolo da co-protagonista nel nono e nel decimo episodio.
- Signora Guérande: madre di Philippe. Appare in quasi tutti gli episodi.
- Augustine: la portinaia di casa Brémontier. Suo marito resta avvelenato durante uno dei tentativi dei Vampiri per uccidere Guérande. Rimasta vedova, sarà corteggiata da Mazamette. Una delle protagoniste dei due ultimi episodi.
- Marfa Koutiloff: danzatrice. Considerata la fidanzata di Guérande, viene annunciato un suo spettacolo dove si esibirà vestita da vampiro (versione pipistrello). Sarà la sua condanna a morte: il Grande Vampiro le regalerà - sotto mentite spoglie - un anello intriso di veleno. Appare nel secondo episodio.
- Fleur-de-Lys: complice di Moreno, con un trucco riesce a impadronirsi della firma autografa di un milionario americano.
- Jeanne Brémontier: fidanzata e poi moglie di Guérande. Appare solo nei due ultimi episodi.
- Eustache Mazamette: figlio di Mazamette. Ragazzino discolo ma molto sveglio, tiene bordone al padre nelle sue sortite anti Vampiri. Appare in un solo episodio.
- Mrs. Simpson: ricca signora americana, vuole comperare il castello del dottor Nox, senza sapere che è caduta nelle mani del Grande Vampiro. Appare nel primo episodio.
- Laura: domestica di Moreno. Viene usata dal datore di lavoro come cavia per i suoi esperimenti di ipnotizzatore.
- Hortense: affiliata ai Vampiri. È fatta passare per la domestica di Aurelie (in effetti, Irma Vep), la nuova vicina di casa Brémontier. Lei e Irma sono incaricate di trovare il modo per eliminare Guérande.

### Episodi del serial
1. I vampiri (La Tête coupée) 33 min. Uscita il 13 novembre 1915.
2. I vampiri (La Bague qui tue) 15 min. Uscita il 13 novembre 1915.
3. Il crittogramma rosso (Le Cryptogramme rouge) 42 min. Uscita il 4 dicembre 1915.
4. Lo spettro (Le Spectre) 32 min. Uscita il 7 gennaio 1916.
5. L'evasione del morto (L'Evasion du mort) 37 min. Uscita il 28 gennaio 1916.
6. Mazamette milionario (Les Yeux qui fascinent) 58 min. Uscita il 24 marzo 1916.
7. Satana (Satanas) 46 min. Uscita il 15 aprile 1916.
8. Il padrone della folgore (Le Maître de la foundre) 55 min. Uscita il 12 maggio 1916.
9. L'uomo dai veleni (L'Homme des poisons) 53 min. Uscita il 2 giugno 1916.
10. Nozze di sangue (Les Noces sanglantes) 60 min. Uscita il 30 giugno 1916.

## Distribuzione
Il film, diviso in episodi, venne presentato nelle sale dal 13 novembre 1915 al 30 giugno 1916, incontrando un successo incontrastato nel pubblico. Meno bene la prese il prefetto di Parigi che, vedendo ridicolizzata la polizia, ne vietò la proiezione pubblica.
Film di culto non solo per i surrealisti, I vampiri è stato restaurato e distribuito in DVD. Copie positive del film sono conservate in 35 mm e in 16 mm.

### Data di uscita
Data di uscita IMDB e Silent Era DVD
- Francia	13 novembre 1915
- USA The Vampires	13 settembre 1965	 (New York Film Festival)
- USA 16 maggio 2000 DVD
- Francia 22 marzo 2006 DVD
- UK 24 marzo 2008 DVD

Alias
- Die Vampire	Germania
- Los vampiros	Spagna
- Os Vampiros	Portogallo
- Vámpírok	Ungheria

## Omaggi
Nel 1996 Olivier Assayas ha reso omaggio a questa serie con il film Irma Vep, in cui un regista cerca di fare un remake del film di Feuillade.
Nel 2022 poi sempre Assayas ritorna sul progetto con la miniserie Irma Vep - La vita imita l'arte, la quale è sia una continuazione del film che un ulteriore omaggio alla serie originale.